# Литовський півострів
Литовський півострів (рос. Литовский полуостров) або Чуваш (крим. Çuvaş – тихий, тиха) — частина Кримського півострова.

## Опис
Розташовується у північній частину Криму, в Красноперекопському районі АРК, на північному сході від міста Армянськ. Це низький півострів з невеликим відступом від берегів. Омивається солоними водами Сивашу, більшість берегів оточують відстійники.
На початку XX століття тут існувало декілька сіл, але станом на сьогодні, Чуваш не має постійного населення.

## Детальніше
- Армянськ